# Tweede Slag bij Vreeswijk

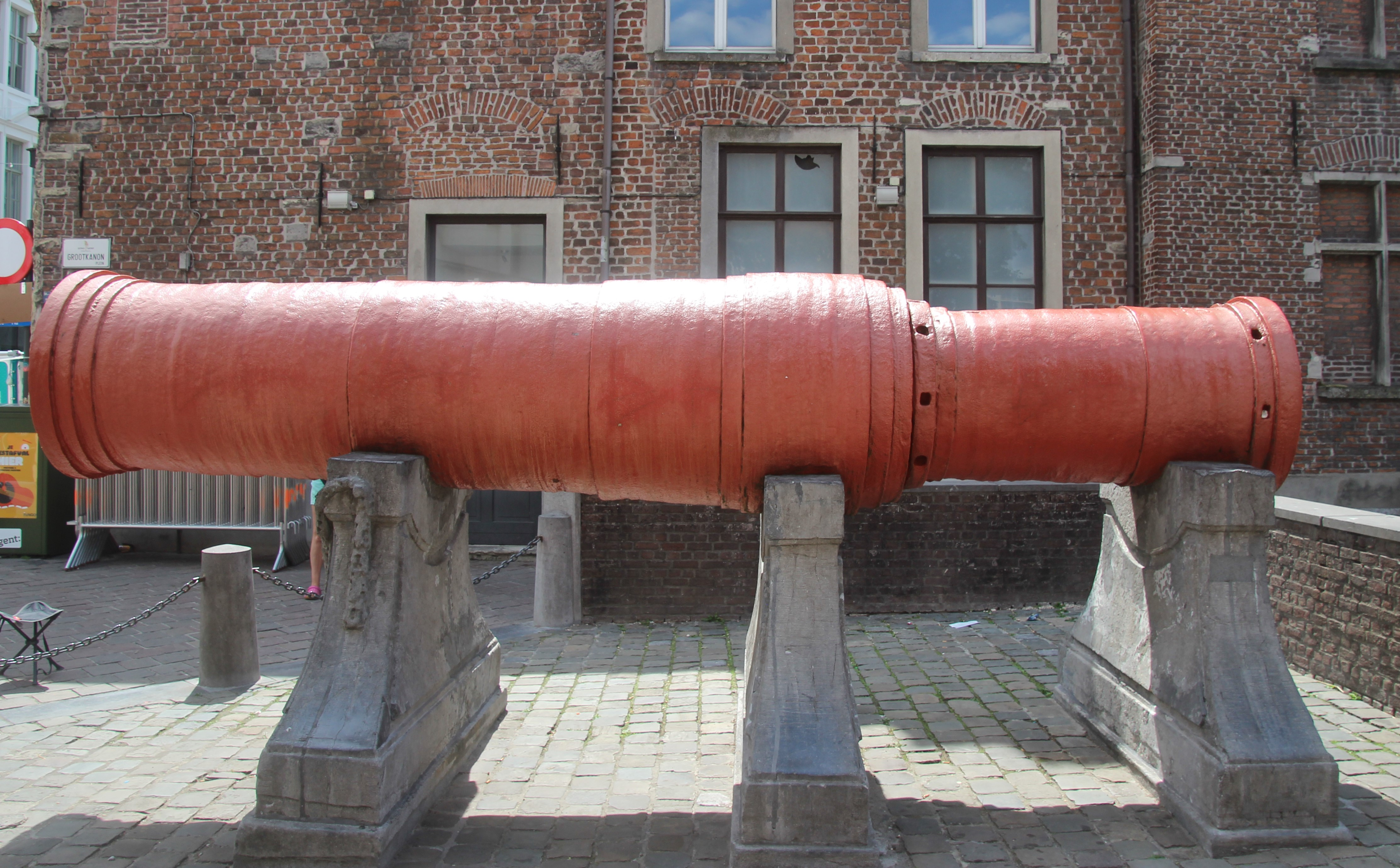
Dulle Griet in Gent was een vergelijkbaar mortier-kanon dat werd gebruikt bij Vreeswijk in 1482.

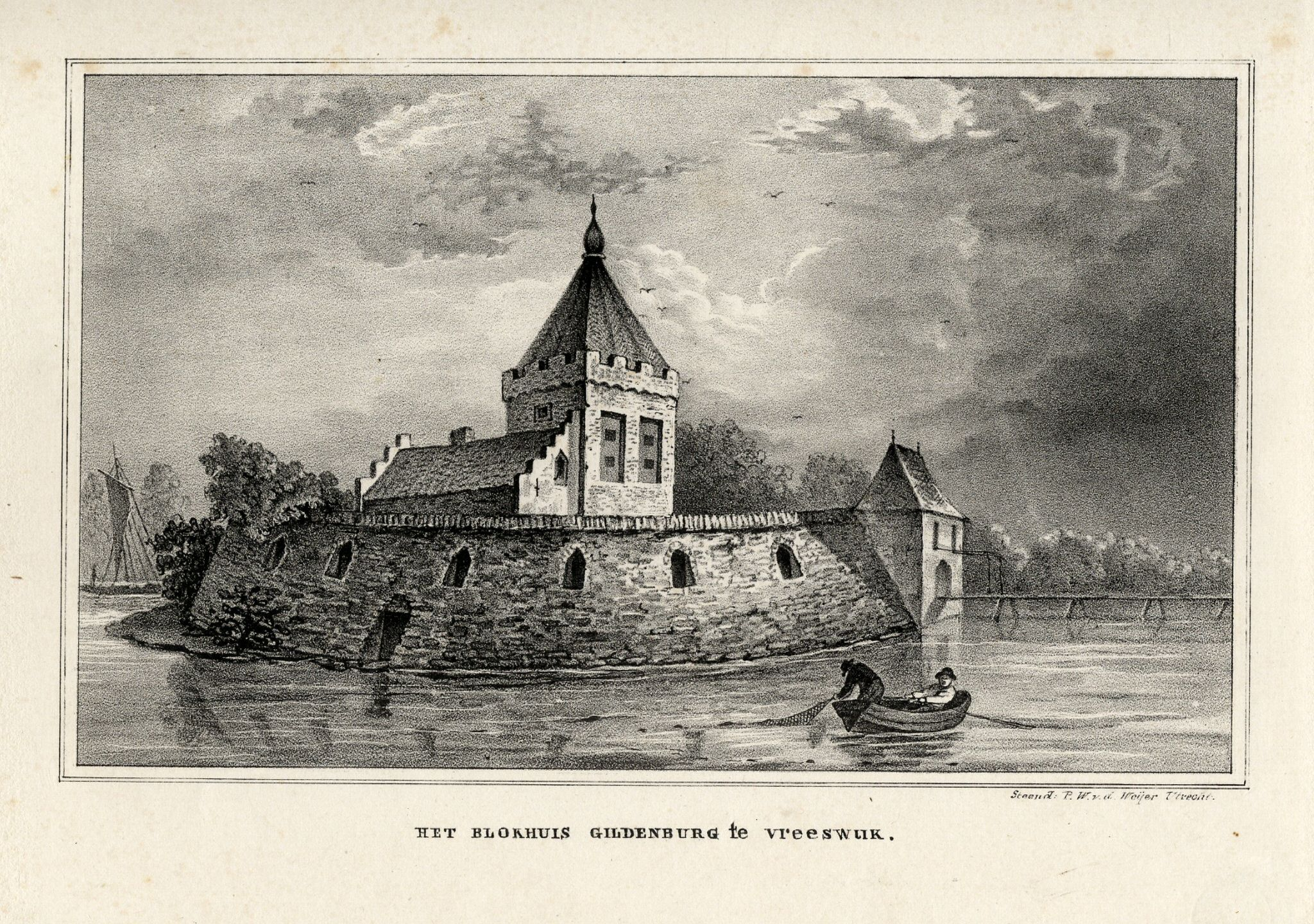
blokhuis Gildenborgh, een vermoedelijke impressie.

De Tweede Slag bij Vreeswijk of de Slag bij het blokhuis op de Vaart (ook wel Gildenborgh genaamd) vond plaats tussen 21 september en 11 oktober 1482 bij Friezewijck, oftewel het huidige dorp Vreeswijk. Het was het tweede treffen, want in oktober 1481 had er al een slag plaatsgevonden tijdens de Stichtse Oorlog (1481-83), eveneens een onderdeel van de Hoekse en Kabeljauwse twisten.

## Verloop
De Slag bij Vreeswijk kwam toevallig tot stand, doordat stadhouder Joost van Lalaing - die behoorde tot de Bourgondische, Kabeljauwse partij - zich wekenlang had voorbereid om de stad IJsselstein te ontzetten, echter bij aankomst hadden de Utrechters het beleg al opgebroken. Van Lalaing had tussen de 8.000 en 12.000 krijgsmannen bij zich. Hij durfde niet op te trekken naar de stad Utrecht en verkoos te gaan plunderen in de regio Jutphaas. Het slot Vronestein werd na drie dagen ingenomen en andere kastelen als Oudegein en Everdingen moesten het ook ontgelden. 
Daarna trok de inmiddels geslonken krijgsmacht naar het blokhuis op de Vaart, Gildenborgh genaamd, waar Van Lalaing het jaar daarvoor nog een nederlaag had geleden. Hij zag nu zijn kans schoon om opnieuw een aanval te doen. Ondanks dat de Utrechtse Hoeken het druk hadden met de verdediging van hun eigen stad Utrecht, hadden ze het blokhuis goed bevoorraad met levensmiddelen, een bezetting van ±52 mannen en munitie als 40 haakbussen, 9 ijzeren slangen en 3 grote steenbussen. De Hoeken gingen er vanuit dat deze bezetting het wel even kon uithouden.
Het Bourgondische leger zette zijn tenten op nabij de Lekdijk rond 21 september en Jan van Egmont sloot zich met zijn krijgsmannen hierbij aan. De munitie zoals kanonnen, donderbussen en serpentinen werden op het blokhuis gericht en twee à drie dagen lang volgde er een onafgebroken vuur op het blokhuis. Bisschop David van Bourgondië, die zich sinds 16 september had aangesloten vanuit Wijck, adviseerde het inzetten van grof geschut, omdat het beleg te lang duurde. Joost van Lalaing liet per schip vanuit Gorinchem een "Mortier" komen, een donderbus van 17 voet lang, die oorspronkelijk op de Blauwe toren te Gorinchem stond. Op 4 oktober arriveerde dit artilleriewapen en de volgende dag werd het gebruikt op het blokhuis. De Hoeken in het blokhuis wisten bij eerdere beschietingen genoeg beschutting te zoeken om schade te voorkomen, maar met dit grote geschut was de schade na vier pogingen zo groot geworden dat ze besloten zich over te geven. Jan van Alphen, Ewout Ruthgerszoon en 52 man bezetting gaven zich over tussen 5 en 11 oktober met de afspraak van levensbehoud. De bezetting had tijdens de slag vier mannen verloren, de Bourgondiërs verloren zeven mannen.